# 오늘이엔엠
주식회사 오늘이엔엠(OneulENM)은 서울특별시 서초구 효령로 345, 2층에 본사를 둔 통신 인프라 기업이다.

## 사업
안테나 사업, 여행 사업, 로봇 사업 등을 하며 골프앤리조트의 운영 업무를 위탁받아 직접 운영하며 화장품 브랜드를 한국 유통 사업을 영위한다.

## 투자
오늘이엔엠(구 휴림네트웍스)은 팔란티어 투자조합 1호, 폴라리스 투자조합, 줌위 코리아 조합 등을 대상으로 전환가액 1만 641원에 400억원 규모의 전환사채를 발행하였다.